# Vicente Romualdez
Vicente Romualdez (Tolosa, 3 juli 1885 - 30 september 1955) was een Filipijns advocaat en onderwijsbestuurder. Hij was de vader van First Lady Imelda Marcos.

## Biografie
Vicente Romualdez werd geboren op 3 juli 1885 in Tolosa in de Filipijnse provincie Leyte. Hij was de jongste zoon van drie zonen van Daniel Romualdez en Trinidad Lopez. Romualdez voltooide de middelbare school aan de Ateneo de Manila University en studeerde daarna rechten. De uitbraak van de Filipijnse Revolutie in 1896 onderbrak zijn studie, die hij uiteindelijk wel wist af te ronden. In 1916 slaagde hij voor het toelatingsexamen van de Filipijnse balie, waarna hij samen met zijn broers de Romualdez Firm oprichtte.
Romualdez was ook decaan en later emeritus-decaan van de Divine World Law School.
Romualdez overleed in 1955 op 70-jarige leeftijd. Zijn eerste vrouw was Juanita Lopez Acedera. Zij kregen samen vijf kinderen. Met zijn tweede vrouw Remedios Trinidad kreeg hij nog eens zes kinderen, onder wie Imelda Marcos. Zijn oudste broer Norberto Romualdez was rechter aan het Hooggerechtshof van de Filipijnen. Zijn andere broer Miguel Romualdez was burgemeester van Manilla.